# Gurinhém (kommun)
Gurinhém är en kommun i Brasilien.   Den ligger i delstaten Paraíba, i den östra delen av landet, 1 700 km nordost om huvudstaden Brasília. Antalet invånare är 13 872.
Följande samhällen finns i Gurinhém:
- Gurinhém

Omgivningarna runt Gurinhém är huvudsakligen savann. Runt Gurinhém är det ganska tätbefolkat, med 144 invånare per kvadratkilometer.